# Vanaja (ancienne municipalité)
Vanaja est une ancienne municipalité du Kanta-Häme en Finlande,.

## Histoire
En 1967, le territoire de Vanaja est reparti entre Hämeenlinna, Janakkala, Renko et Hattula.
Au 1er janvier 1966, la superficie de Vanaja était de 300,4 km2 et au 31 janvier 1966 elle comptait 6 636 habitants.
Avant son découpage, les communes voisines de Vanaja étaient Hämeenlinna, Hattula, Hauho, Janakkala, Lammi, Renko et Tuulos.
L'ancien centre de la municipalité de Vanaja est devenu le quartier Vanaja d'Hämeenlinna.